# La Baronnie
La Baronnie es una comuna nueva francesa situada en el departamento de Eure, de la región de Normandía.

## Historia
Fue creada el 1 de enero de 2016, en aplicación de una resolución del prefecto de Eure de 17 de diciembre de 2015 con la unión de las comunas de Garencières y Quessigny, pasando a estar el ayuntamiento en la antigua comuna de Garencières.

## Demografía
| Gráfica de evolución demográfica de La Baronnie entre 1800 y 2013 |
|                                                                   |

Los datos entre 1800 y 2013 son el resultado de sumar los parciales de las dos comunas que forman la nueva comuna de La Baronnie, cuyos datos se han cogido de 1800 a 1999, para las comunas de Garencières y Quessigny de la página francesa EHESS/Cassini. Los demás datos se han cogido de la página del INSEE.

## Composición
| Comuna delegada | Código INSEE | Población (2013) | Superficie (km²) | Densidad (hab./km²) |
| --------------- | ------------ | ---------------- | ---------------- | ------------------- |
| Garencières     | 27277        | 566              | 16.87            | 82                  |
| Quessigny       | 27484        | 118              | 4.35             | 27                  |